# Puduhepa
Titre
Reine des Hittites
1265 av. J.-C. – 1238 av. J.-C.
Puduhepa, également appelée Pudu-Kheba (née en 1289 av. J.-C.), est une reine consort du royaume hittite, sous le règne de son époux le roi Hattusili III.
Elle est considérée comme l'un des femmes les plus influentes de l'histoire du Proche-Orient ancien,,.

## Biographie

### Origine
Elle naît dans les premières années du XIIIe siècle av. J.-C. dans la ville de Lawazantiya (en) au Kizzuwatna. Son père, Bentepsharri (hu), est le grand prêtre d'Ishtar, la divinité tutélaire de la cité de Lawazantiya. À la suite de ce dernier, elle exerce la fonction de prêtresse.
À son retour de la bataille de Qadesh, Hattusili rencontre Puduhepa et, selon ses dires, Ishtar lui enjoint de la prendre comme épouse. Elle le suit donc dans son royaume de Hakpissa. Quand son époux réussit à monter sur le trône hittite en évinçant son neveu Urhi-Teshub/Mursili III, Puduhepa devient la reine des Hittites.

### Reine des Hittites
Elle exerce un rôle majeur à la cour hittite, comme dans la diplomatie internationale de l'époque. Elle apparaît constamment aux côtés de son mari quand il prend de grandes décisions. Pourtant elle ne paraît pas exercer un ascendant sur celui-ci : le couple règne main dans la main. Puduhepa a beaucoup communiqué avec le roi d'Égypte Ramsès II, quand il a signé un traité de paix avec Hattusili, et quand elle lui a donné deux de ses filles à marier.
Après la mort de Hattusili, elle exerce encore un grand rôle sous le règne de son fils Tudhaliya IV, en tant que reine-mère.

Lorsque Tudhaliya IV se marie avec une des filles (ou des sœurs, selon les sources) de Kudur-Enlil, roi de Babylone, la nouvelle suscite le mépris du pharaon Ramsès II, qui ne considérait apparemment plus Babylone comme importante. La reine-mère Puduhepa lui aurait répondu dans une lettre : 

« Si vous dites que le « roi de Babylone n'est pas un grand roi », alors vous ne connaissez pas le statut de Babylone. »

La reine d'Égypte Néfertari lui a envoyé de nombreux présents en gage d'amitité.
Elle est connue pour cette époque par des décisions de justice qu'elle prend pour des litiges ayant eu lieu dans le royaume d'Ougarit, vassal des Hittites. Puduhepa aura sans doute exercé la fonction de reine pendant environ 66 ans, puisqu'elle meurt vers la fin du XIIIe siècle av. J.-C., à environ 90 ans. C'est une des figures majeures de la vie politique de cette période.
En tant que prêtresse, Puduhepa a eu un grand rôle dans la vie religieuse de son époque. Elle aurait écrit des hymnes à la déesse Lelwani, et à la déesse-soleil d'Arinna, qu'elle assimile à sa divinité protectrice, la déesse hourrite Hebat. Dans ces textes, elle invoque les déesses pour qu'elles assurent une bonne santé à son mari. Elle a sans doute joué un grand rôle dans la « hourritisation » du panthéon impérial hittite, qu'illustrent les aménagements que font Hattusili III et Tudhaliya IV dans le sanctuaire de Yazılıkaya.

## Famille

### Mariage et enfants
De son mariage avec le roi Hattusili III, on lui connaît de nombreux enfants :
- Tudhaliya IV, roi hittite ;
- Tasmi-Sarruma (hu) ;
- Nerikailli ;
- Kilushepa (hu), épouse du roi d'Isuwa Ari-Sarruma ;
- Gussuliyawiya, épouse du roi de Babylone Kadashman-Enlil II ;
- Maâthornéferourê (son nom égyptien), une des épouses du pharaon Ramsès II.

## Hommage et postérité
- Puduhepa figure parmi les 1 038 femmes référencées dans l'œuvre d’art contemporain The Dinner Party (1979) de Judy Chicago. Son nom y est associé à Hatchepsout[5].

## Galerie

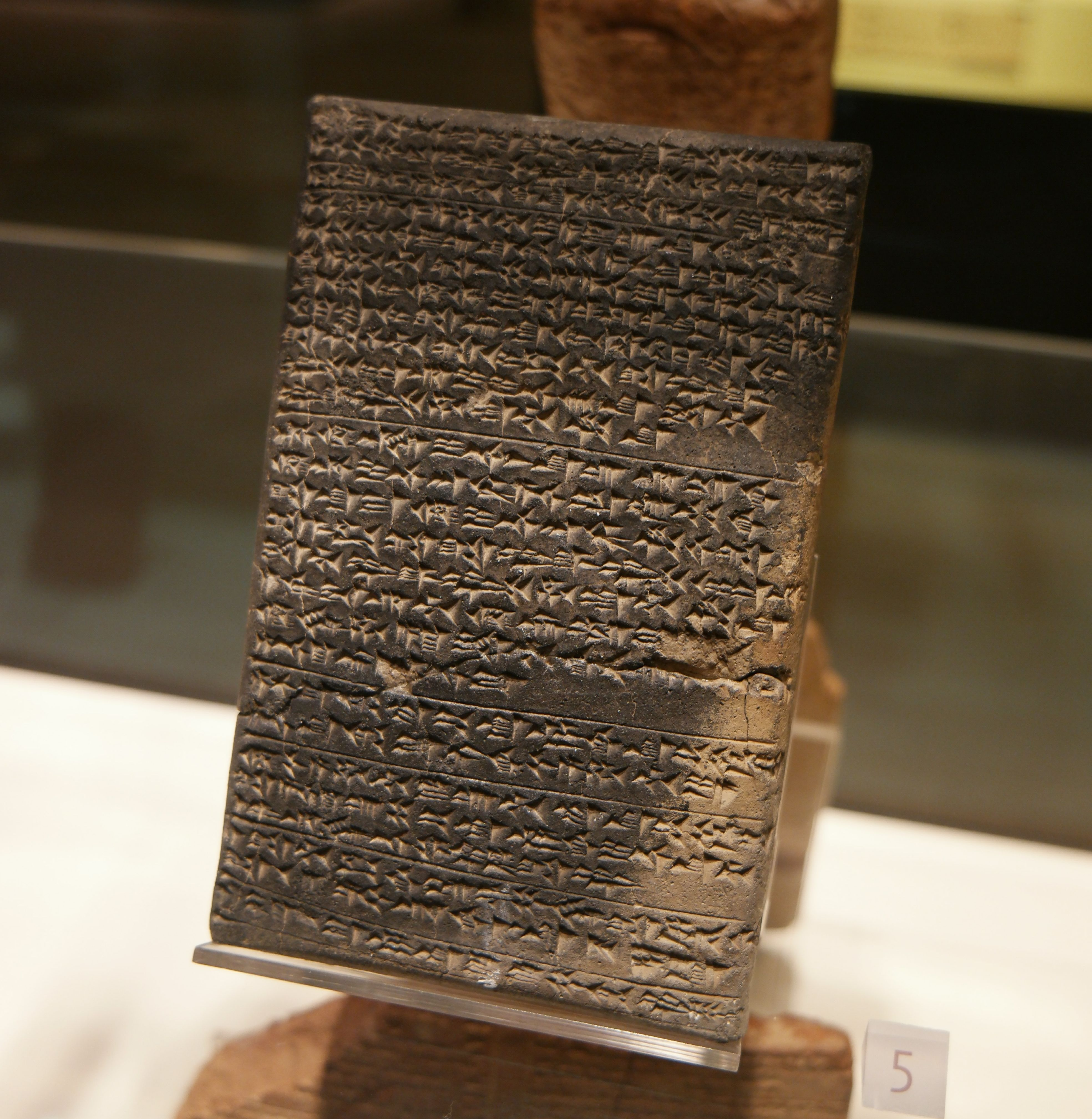
Lettre d'amitié écrite en akkadien par Néfertari, l'épouse de Ramsès II, à Puduhepa